# Strada principale 24
La strada principale 24 è una strada principale della Svizzera. È un asse nord-sud e collega Frick a Sursee tra i cantoni Argovia e Lucerna.